# Riszon le-Cijjon
Riszon le-Cijjon (hebr. ראשון לציון, Rishon LeTsiyyonⓘ; arab. ريشون لتصيون, Riszun Litsijjun; pol. dosł. Pierwszy w Syjonie) – miasto położone w Dystrykcie Centralnym w Izraelu. Jest to czwarte pod względem liczby mieszkańców miasto Izraela. W 2006 żyło w nim 222 tys. ludzi.
Leży na równinie Szaron w aglomeracji miejskiej Gusz Dan, w otoczeniu miast Nes Cijjona, Lod, Holon i Bat Jam, miasteczek Be’er Ja’akow, Bet Dagan i Azor, kibuców Palmachim, Netser Sereni, moszawów Gan Sorek, Neta’im, Nir Cewi, Achi’ezer i Miszmar ha-Sziwa, oraz wioski Kefar Chabad.

## Geografia
Miasto zajmuje powierzchnię 58,704 km². Jest położone na nadmorskich wydmach na wybrzeżu Morza Śródziemnego, pomiędzy dużymi miastami Nes Cijjona, Lod, Holon i Bat Jam w obrębie aglomeracji miejskiej Gusz Dan.
Od wschodniej strony z miastem graniczy strefa przemysłowa Tzrifin, w której obrębie znajduje się duża baza szkoleniowa Sił Obronnych Izraela.

### Klimat
Riszon le-Cijjon ma klimat śródziemnomorski, który charakteryzuje się upalnymi i suchymi latami oraz chłodnymi i deszczowymi zimami. Wiosna rozpoczyna się w marcu, a w drugiej połowie maja rozpoczyna się lato. Średnia temperatura latem wynosi 29 °C, a zimą 15 °C. Zimą zdarza się spadek temperatury do 1 °C. Największe opady deszczu występują pomiędzy listopadem a marcem. Suma rocznych opadów atmosferycznych wynosi 560 mm.
Temperatura w kolejnych miesiącach roku (w °C) – średnia pomiarów z lat 1981–2000:
| Miesiąc                | I     | II   | III | IV   | V   | VI | VII | VIII | IX | X    | XI   | XII   |
| ---------------------- | ----- | ---- | --- | ---- | --- | -- | --- | ---- | -- | ---- | ---- | ----- |
| Maksymalna temperatura | 23    | 27   | 31  | 35   | 37  | 36 | 33  | 33   | 33 | 33   | 31   | 26    |
| Minimalna temperatura  | 1     | 2    | 3   | 6    | 8   | 13 | 16  | 17   | 15 | 10   | 6    | 2     |
| Suma opadów mm         | 139,7 | 88,9 | 61  | 20,3 | 2,5 | 0  | 0   | 0    | 0  | 27,9 | 73,7 | 144,8 |

## Historia
Osada została założona 31 lipca 1882 przez grupę dziesięciu żydowskich pionierów z syjonistycznej organizacji Chowewej Syjon, którzy przyjechali do Palestyny z Charkowa w Rosji (współcześnie na Ukrainie). Na czele pionierów stał Zalman Dawid Lewonti. Zakupili oni 835 akrów (3,5 km²) ziemi od Arabów z pobliskiej wioski Ayun Kara.
Była to druga współczesna żydowska osada założona w Palestynie – pierwszą była Petach Tikwa. Jej nazwę zaczerpnięto z biblijnego tekstu z Księgi Izajasza 41:27

Jam pierwszy, który ogłaszam Syjonowi:
Oto, oto są; i Jerozolimie daję radosnego zwiastuna.

Pionierzy stanęli przed licznymi trudnościami. Tutejsza gleba była piaszczysta, brakowało dostępu do wody, natomiast osadnicy nie posiadali żadnego doświadczenia rolniczego. Otrzymali oni jednak wsparcie ze strony nowo przybyłej grupy młodych żydowskich idealistów z grupy Bilu. Byli wśród nich Fani Belkind, Israel Belkind, Shimshon Belkind, Yoel Drubin, Dr. Haim Hissin i David Yudilovich. W 1883 wykopano pierwszą studnię, która do dzisiaj stanowi zabytek i atrakcję turystyczną. W 1886 powstała tutaj pierwsza szkoła hebrajska. W 1885 mieszkający tutaj Zeev Abramowicz po raz pierwszy użył współczesnej flagę państwa Izraela. W 1889 w Riszon le-Cijjon ułożono współczesny hymn państwa Izraela.

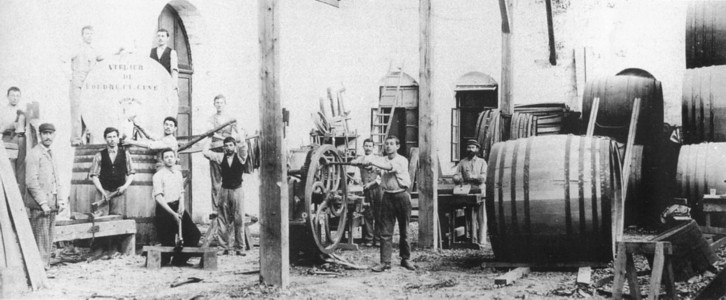
Winiarnia Carmel-Mizrahi Winery w Riszon le-Cijjon około 1890

Dalszym rozwojem osady żywo zainteresował się baron Edmond James de Rothschild, który wysłał swoich administratorów, aby zapoznali się z warunkami i możliwościami rozwoju. W następnych latach uczyniono znaczny postęp w rozwoju upraw rolniczych, hodowli cytrusów, uprawie winnicy i produkcji wina. W 1889 z pomocą barona Rothschilda założono winiarnię Carmel-Mizrahi Winery, z której w krótkim czasie rozwinął się największy w Izraelu producent wina Carmel. Przewodniczącym związku zawodowego pracowników winnicy był Dawid Ben Gurion.
W 1890 r. w Riszon le-Cijjon żyło 259 mieszkańców, w 1895 było 380 i w 1900 – 526 mieszkańców. Rozwój miasta był jednak przez cały czas mocno ograniczany przez brak wystarczającej ilości wody. W tym celu Baron Rothschild przysłał tutaj specjalistów, którzy wykryli zasoby wody na głębokości 42 metrów pod ziemią. Poziom wody gruntowej był jednak zróżnicowany i nowe studnie wykopano na głębokościach 20 i 25 metrów.
W 1950 r. Riszon le-Cijjon otrzymało prawa miejskie.

## Demografia
Zgodnie z danymi Izraelskiego Centrum Danych Statystycznych w 2008 roku w mieście żyło 225,8 tys. mieszkańców, wszyscy Żydzi.
Populacja miasta pod względem wieku:
| Wiek (w latach) | Procent populacji w % |
| --------------- | --------------------- |
| 0-4             | 7,4%                  |
| 5-9             | 7,1%                  |
| 10-14           | 7,1%                  |
| 15-19           | 7,5%                  |
| 20-29           | 16,0%                 |
| 30-44           | 20,0%                 |
| 45-59           | 20,3%                 |
| ponad 60        | 14,5%                 |

Źródło danych: Central Bureau of Statistics.
Riszon le-Cijjon ma liczne osiedla mieszkaniowe: (1) w Starym Mieście są Nahalat Yehuda, Neve Hillel, Bnot Hayil, Abramovich, Katzenelson, Remez i Rishonim, (2) w południowej dzielnicy są Rewiwim, Kidmat Rishon, Ne’urim, Rambam, Neve Hadarim, HaShomer, Kfar Arye, Mishor HaNof i Kiryat Simcha, oraz (3) w zachodniej dzielnicy są Neve Elyahu, Ne’ot Shikma, Neve Dekalim, Neve Hof, Neve Yam, Kirjat Riszon, Kirjat Cramim, Kirjat Ganim, Ne’ot Ashalim i Kiryat Hatanei Pras Nobel.

## Gospodarka
Miasto słynie z winiarni Carmel-Mizrahi Winery. Wytwórnia została ostatnio zmodernizowana i można ją zwiedzać z przewodnikiem. W programie jest przewidziana degustacja tutejszych win.
Tutejszy przemysł i centra biznesowe ulokowano w dwóch specjalnych strefach na obrzeżach miasta, dzięki czemu nie zakłócają one spokojnego życia mieszkańców. Na północy jest stara strefa przemysłowa, a w zachodniej części miasta jest nowa strefa. Z przemysłu znajdują się tutaj między innymi zakłady elektroniczne, motoryzacyjne, cementownia oraz huta szkła. Znajdują się tutaj siedziby centrów logistycznych ogromnych międzynarodowych koncernów, takich jak Coca-Cola, Gazit Globe, Volvo i Fiat.
Przy mieście działa zakład odsalania wody, który produkuje 3,7 miliona kubików wody rocznie.

## Transport
Przez zachodnią część miasta, blisko wybrzeża, przechodzi autostrada nr 20 (Riszon le-Cijjon – Riszpon), która na południe od miasta krzyżuje się z autostradą nr 431 (Riszon le-Cijjon – Kefar Szemu’el), a w centrum miasta krzyżuje się z drogą nr 441. Przez środkową część miasta przechodzi autostrada nr 4 (Erez – Rosz ha-Nikra), która również krzyżuje się z drogą nr 441. W południowej części Riszon le-Cijjon, od autostrady nr 4 oddziela się droga ekspresowa nr 42 (Aszdod-Riszon le-Cijjon). Przez centrum miasta przechodzi także droga nr 412, którą jadąc na południe dojeżdża się do miasta Nes Cijjona, a jadąc na północ przejeżdża się przy Ministerstwie Rolnictwa i dojeżdża do drogi ekspresowej nr 44 (Holon–Eszta’ol).
W południowo-zachodniej części miasta zlokalizowana jest stacja kolejowa Riszon le-Cijjon ha-Riszonim. Pociągi z Riszon le-Cijjon jadą do Lod, Kefar Sawy i Tel Awiwu.

## Edukacja

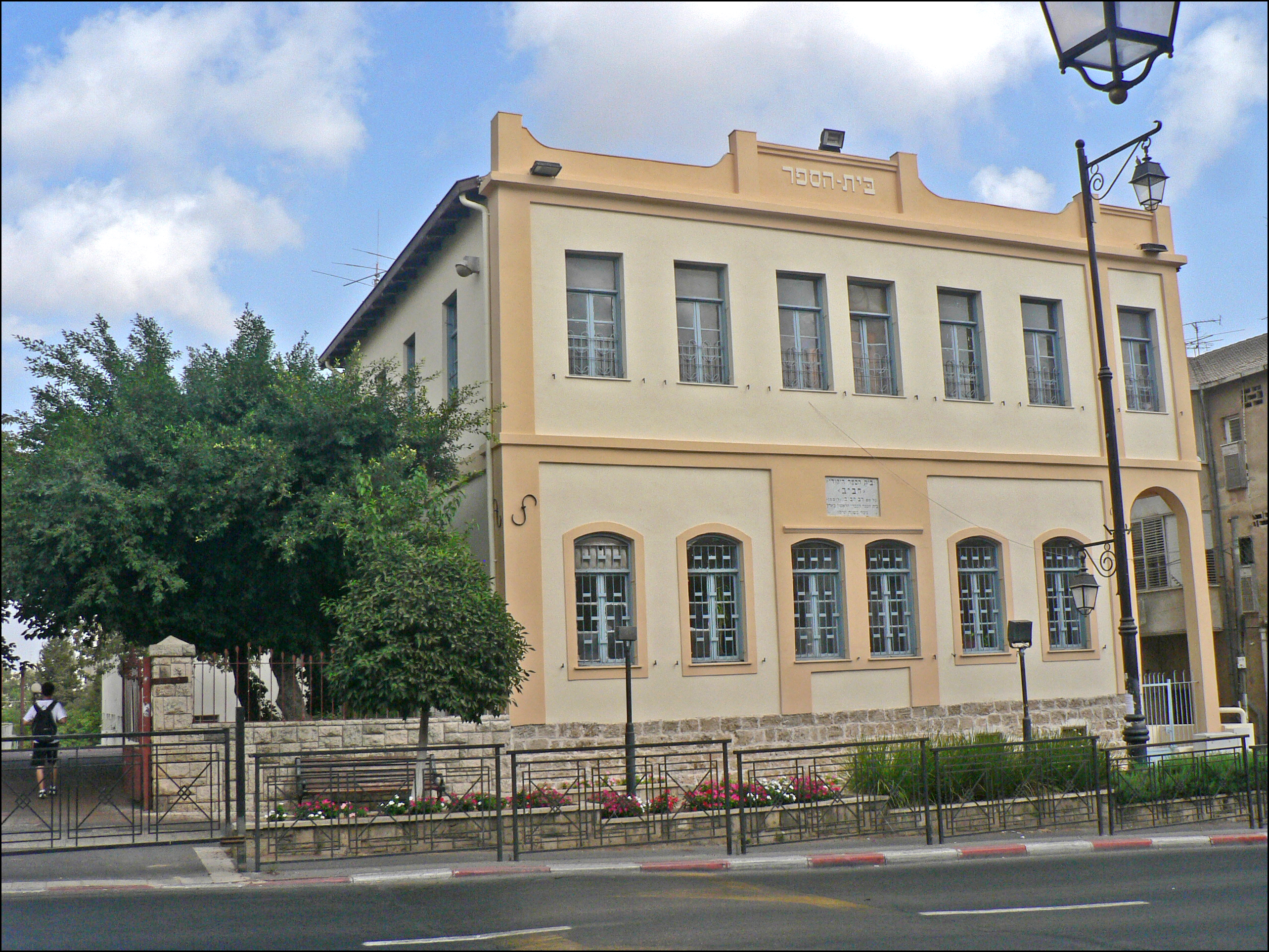
Haviv – pierwsza hebrajska szkoła podstawowa w Riszon le-Cijjon

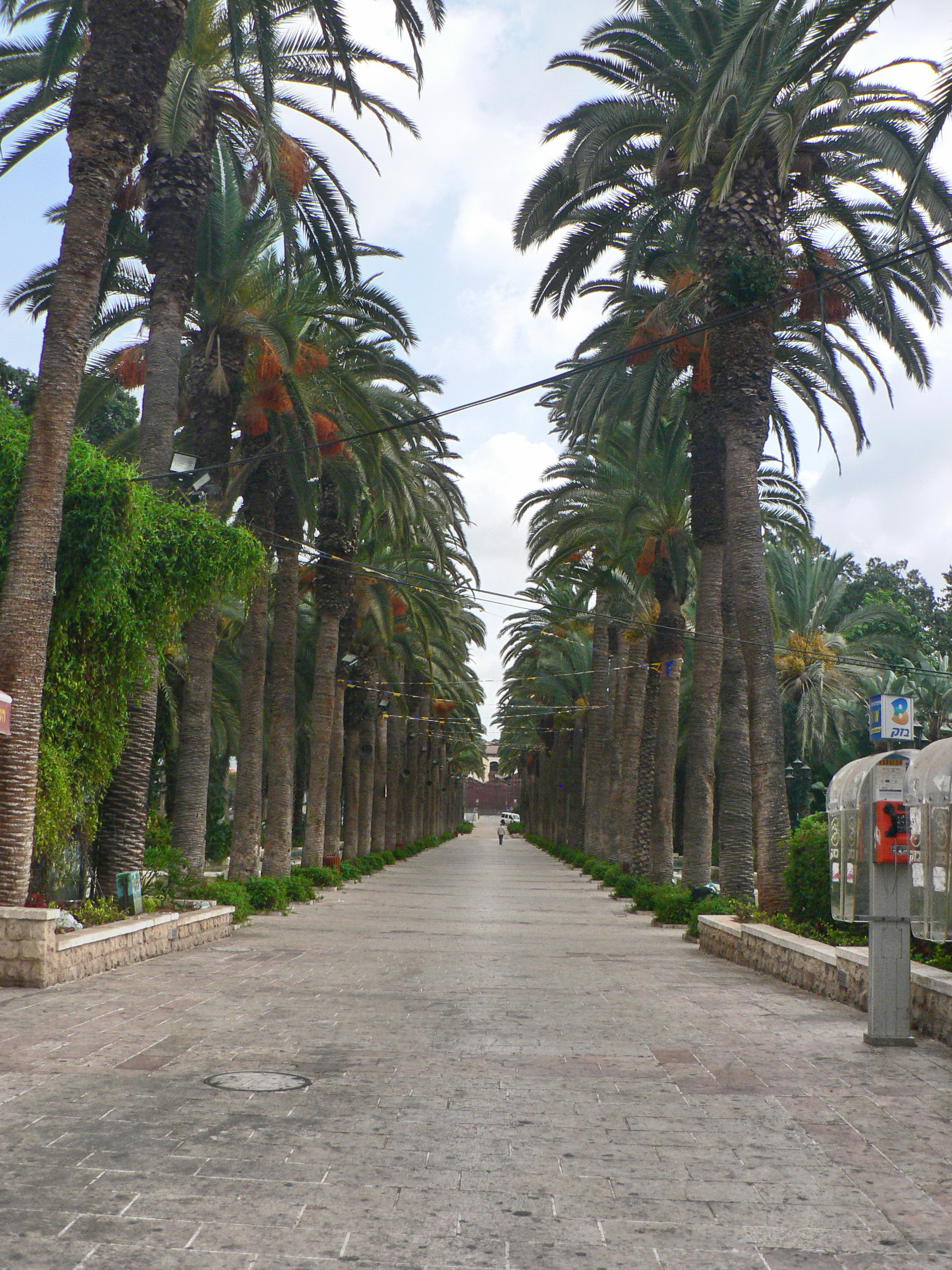
Park w Riszon le-Cijjon

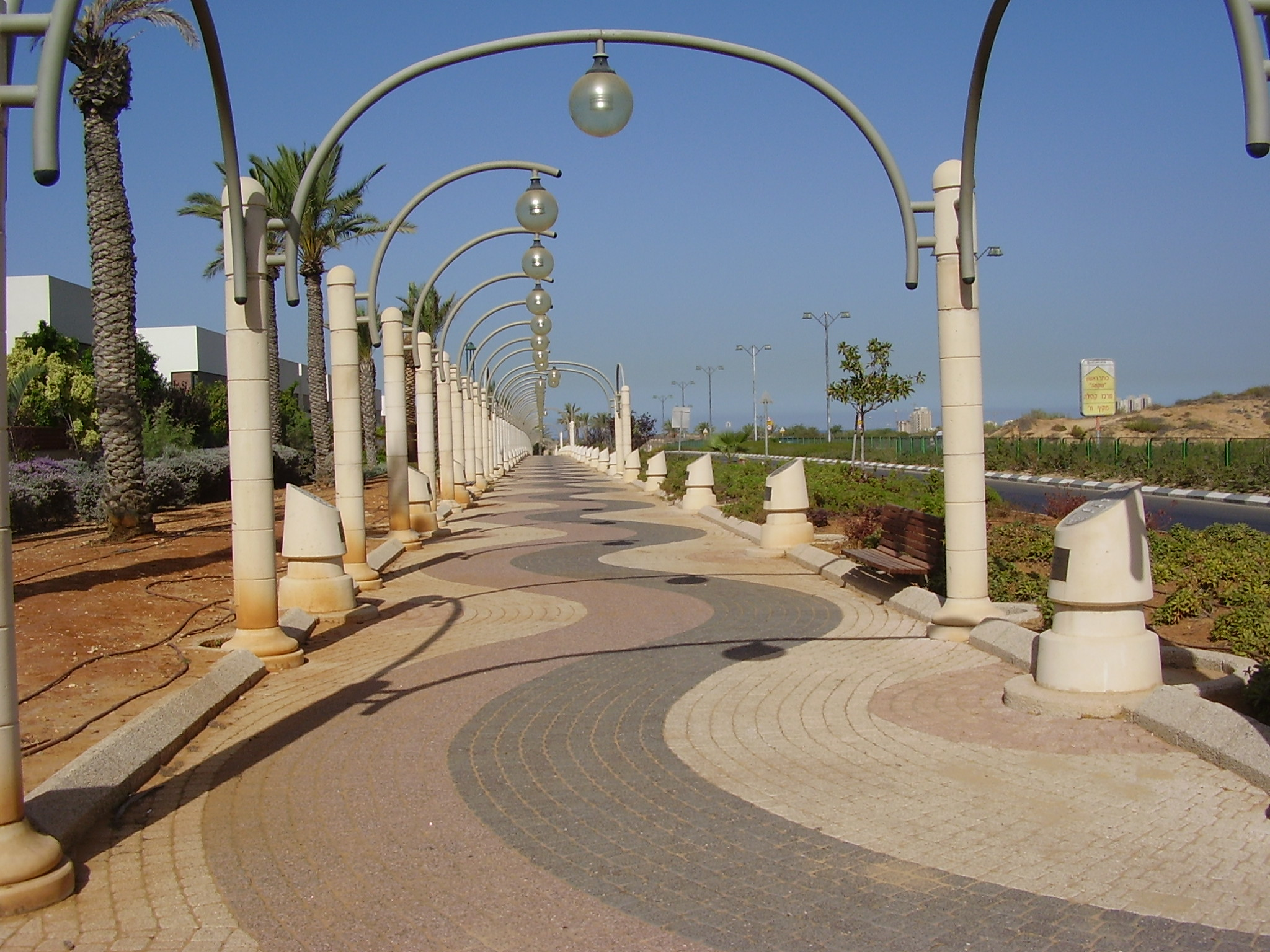
Promenada (Tayelet Hatnei Pras Nobel) z cenotafów laureatów Nagrody Nobla.

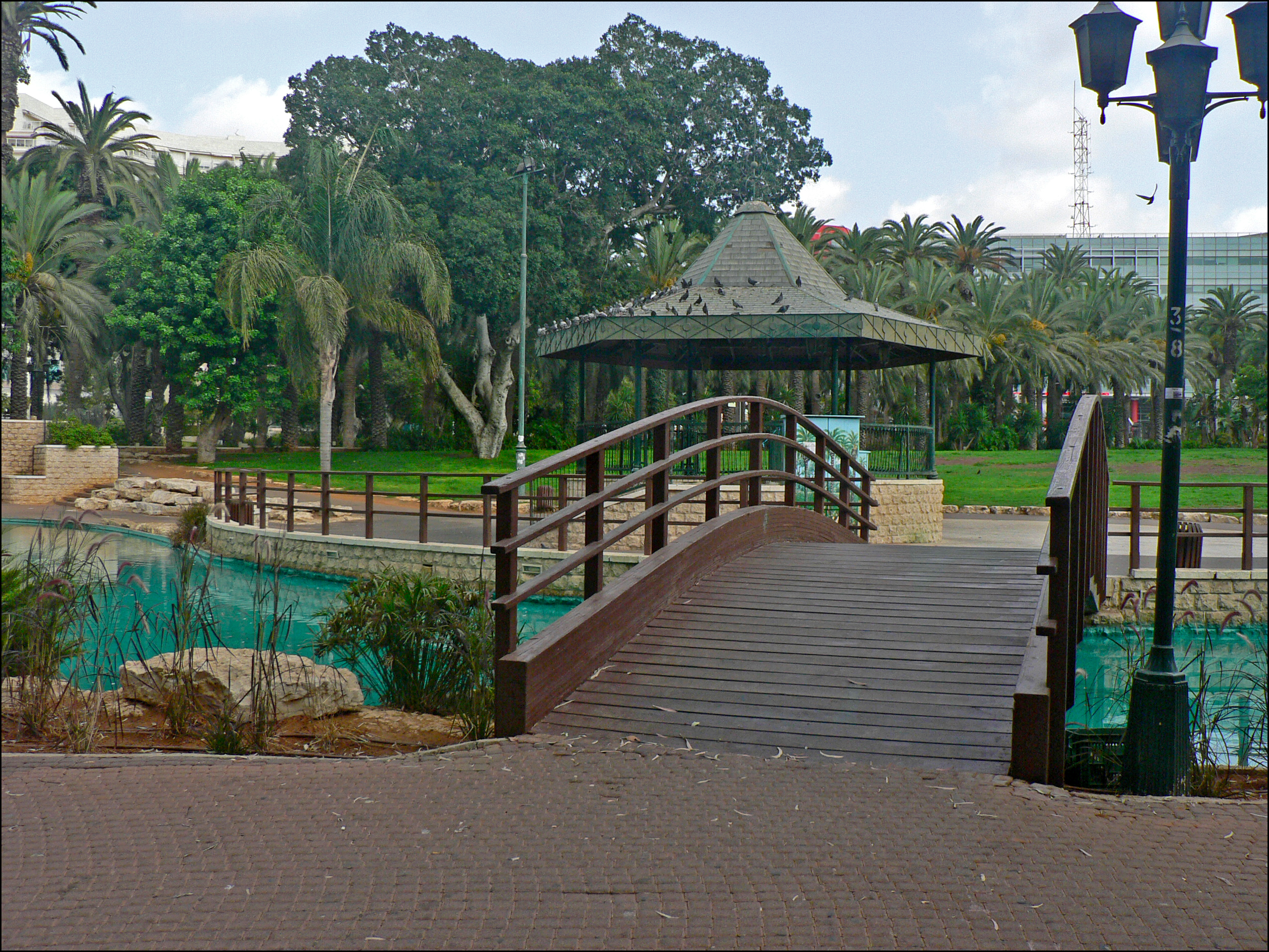
Park Gan HaMoshava

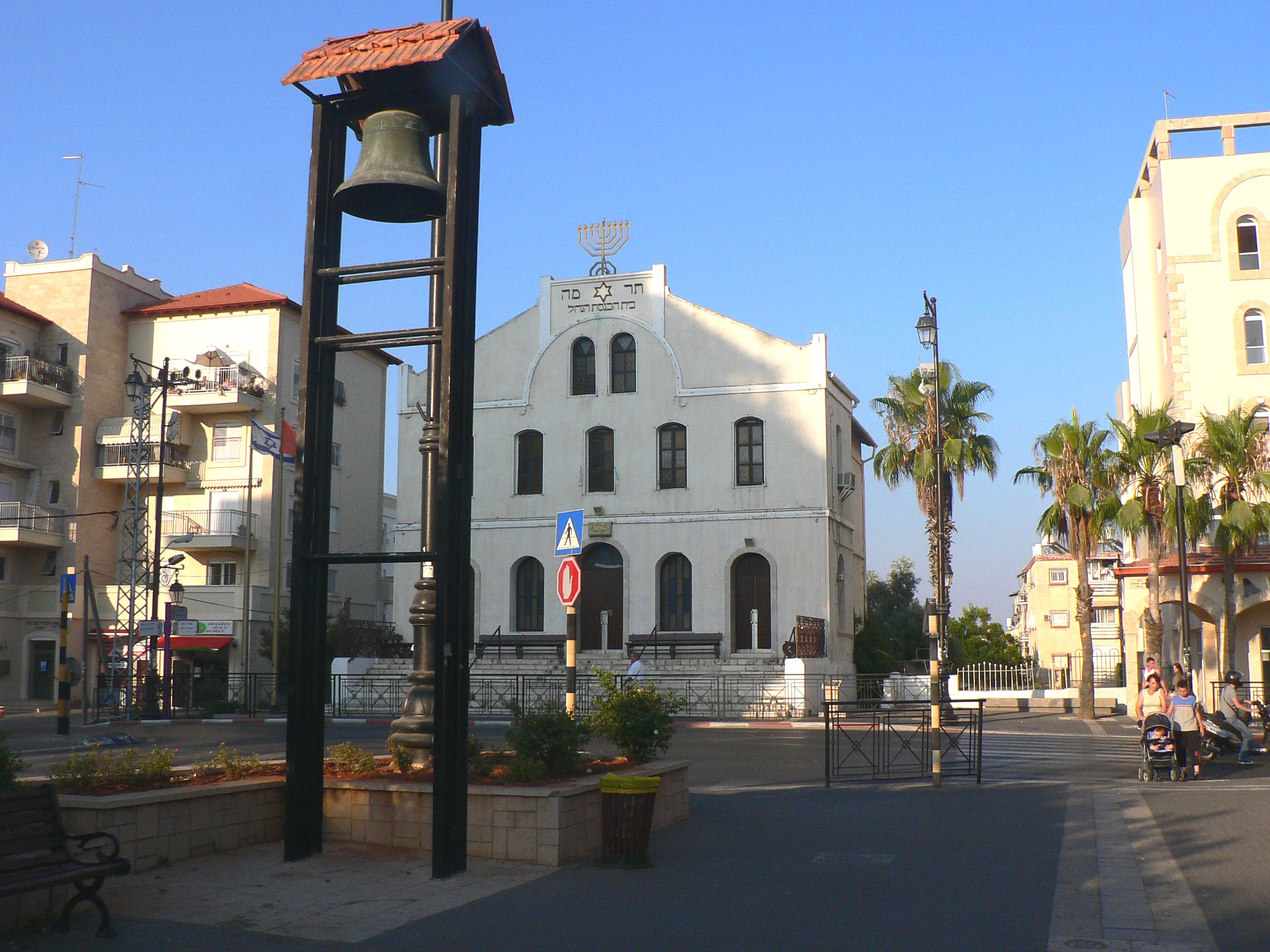
Wielka Synagoga w Riszon le-Cijjon

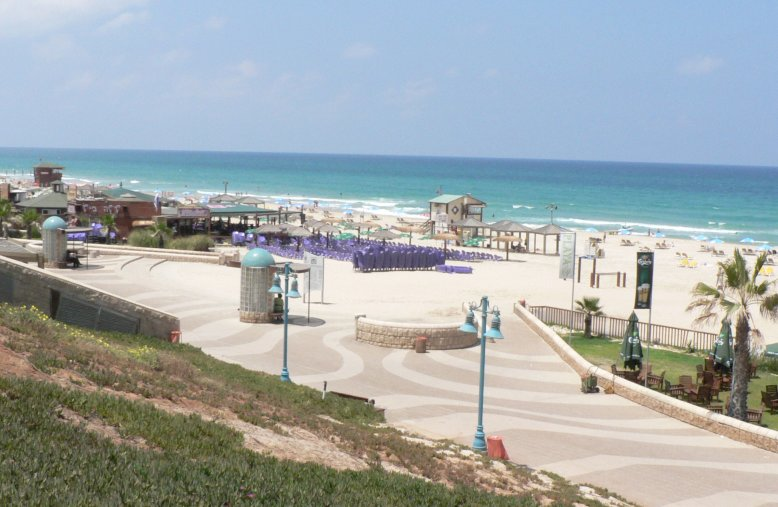
Plaże w Riszon le-Cijjon

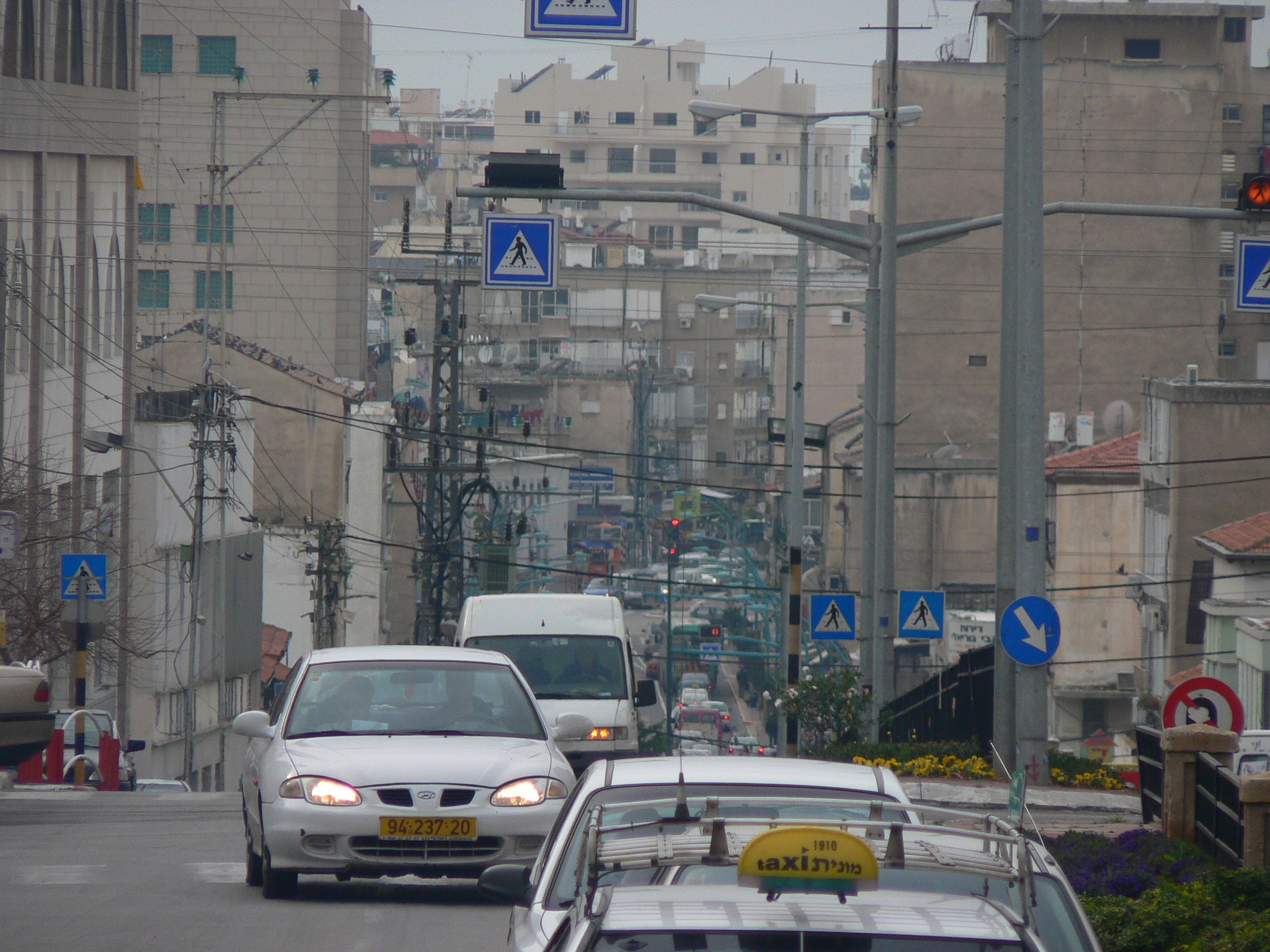
Zatłoczone centrum Riszon le-Cijjon

W mieście znajdują się 23 szkoły podstawowe, 9 szkół średnich i 12 liceów. Do College Zarządzania – Studia Akademickie uczęszcza 12 tys. studentów.
Działa tu także Science College, Instytut Wychowawczy Ron Vardi dla utalentowanych dzieci oraz Instytut Badań Vulcani finansowany przez Ministerstwo Rolnictwa.

## Kultura
Miasto jest gospodarzem dorocznego Festiwalu Wina Riszon le-Cijjon. Przy tej okazji w tutejszym amfiteatrze występowały liczne zespoły muzyczne, między innymi Metallica, Sting, Alanis Morissette i Sean Paul. Innym ważnym międzynarodowym festiwalem jest Festiwal Wiosny, które prezentuje sztukę widowiskową. W mieście odbywa się także Festiwal Piosenki Hebrajskiej.
Dom kultury Heichal HaTarbut jest ośrodkiem różnorodnych działań kulturalnych. Odbywają się tu warsztaty oraz przedstawienia teatralne. Jednak najbardziej imponującym jest Centrum Kultury Me’ir Niccan, jeden z największych ośrodków kultury w kraju. Swoją działalność prowadzi tutaj znana izraelska orkiestra symfoniczne Rishon LeZion, kierowana przez Dana Ettingera, która uczestniczyła w wielu festiwalach na całym świecie. W 1991 otrzymała nagrodę ACUM.
Z innych instytucji kulturalnych należy wymienić: Muzeum Historii Riszon le-Cijjon, Yad Lebanim, Cathedra Institute for Culture and Adult Enrichment, Bet Ha’Am, Zerubavel House i największą w Izraelu bibliotekę publiczną.
Na cześć żydowskich noblistów promenada (Tayelet Hatnei Pras Nobel) została zbudowana z cenotafów laureatów w Riszon le-Cijjon.

## Urzędy państwowe
Miasto jest siedzibą Ministerstwa Rolnictwa.

## Sport
Miasto jest znane z osiągnięć w piłce ręcznej i szachach. W piłce ręcznej dominującą w Izraelu rolę odgrywają kluby Hapoel Riszon le-Cijjon i Maccabi Riszon le-Cijjon. W szachach od 1938 istnieje Rishon LeZion Chess Club, w którym grali tacy arcymistrzowie jak Borys Alterman i Garri Kasparow.
Ponadto w mieście działa klub koszykówki Maccabi Riszon le-Cijjon, który odnosił sukcesy w latach 90. Znajduje tu także stadion im. Chajjima Haberfelda.

## Turystyka
Stara część Riszon le-Cijjon stanowi obszar śródmieścia wokół ulic Herzla i Żabotyńskiego. Centrum dzielnicy stanowi ulica Rothschilda, przy centrum handlowym Midrehov oraz przy starym parku Gan-HaMoshava. Istnieje tutaj też stara wieża ciśnień oraz pierwsza szkoła hebrajska (Beit Sefer Haviv). W Muzeum Jad Lebanim przedstawiono historię Syjonizmu i osadnictwa żydowskiego w Palestynie. Tuż obok muzeum znajduje się Wielka Synagoga, którą wybudowano w 1885 jako magazyn zboża (władze tureckie nie zezwalały na budowę domu modlitwy). Obecnie w mieście istnieje około 160 synagog.
W zachodniej części powstaje nowe miasto Riszon le-Cijjon, w którym nowoczesne osiedla buduje się pośrodku parków. Tamtejsze centra handlowe i rozrywki żyją przez całą noc. Po zachodniej stronie autostrady nr 4, na piaszczystych nadmorskich wydmach wybudowano w 1991 kompleks rozrywkowy (The Superland) z wesołym miasteczkiem i ZOO. Uzupełnieniem atrakcji są plaże i nadmorski deptak.

## Władze miejskie
Burmistrzowie:
- Eliakum Ostishinski (1950–1951)
- Arje Szeftel (1951)
- Mosze Gawin (1952–1955)
- Gerszon Mann (1955)
- Hana Lewin (1955–1960)
- Arje Szeftel (1960–1962)
- Noam Leoner (1962–1965)
- Arje Szeftel (1965–1969)
- Hananja Gibstein (1969–1983)
- Me’ir Niccan (1983–2008)
- Dow Cur (2008-)

## Osoby związane z miastem
- Tal Ben Chajjim – urodzony w Riszon le-Cijjon piłkarz.
- Zohar Argow – urodzony w Riszon le-Cijjon popularny piosenkarz.
- Boris Gelfand – mieszkający w mieście arcymistrz szachowy.
- Garri Kasparow – arcymistrz szachowy, mieszkał tutaj przez kilka lat.
- Eran Zahawi – urodzony w Riszon le-Cijjon piłkarz.

## Miasta partnerskie
- Tianjin, Chiny
- Gonder, Etiopia
- Nîmes, Francja
- Heerenveen, Holandia
- Münster, Niemcy
- Lublin, Polska
- Petersburg, Rosja
- Braszów, Rumunia
- Preszów, Słowacja
- Metrowest, USA
- Prince George, USA
- Lwów, Ukraina
- Debreczyn, Węgry
- Teramo, Włochy
- Charków, Ukraina